# Barco pesquero

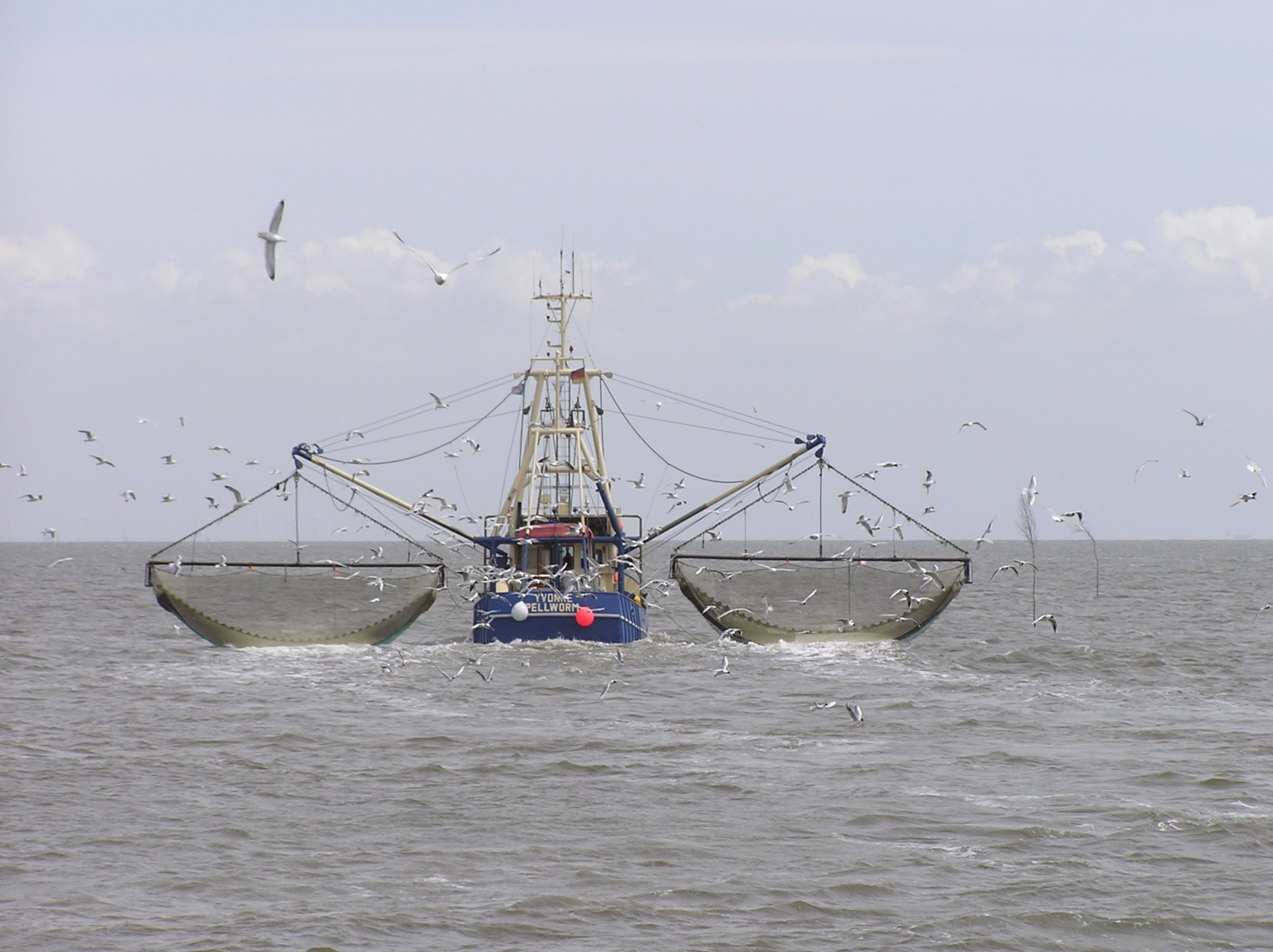
Barco de pesca de cangrejos en Pellworm (Alemania)

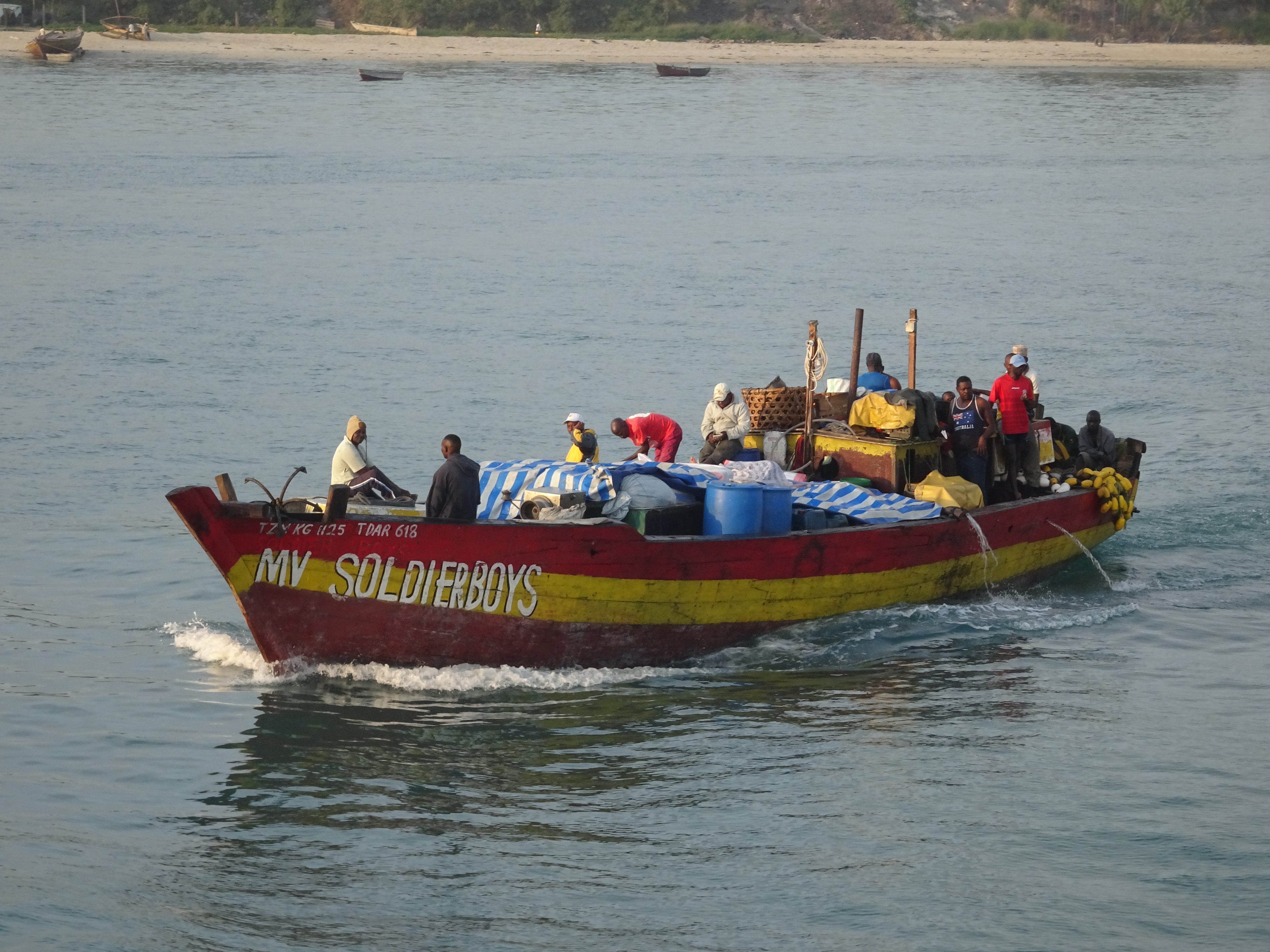
Barco pesquero en Dar es Salaam (Tanzania)

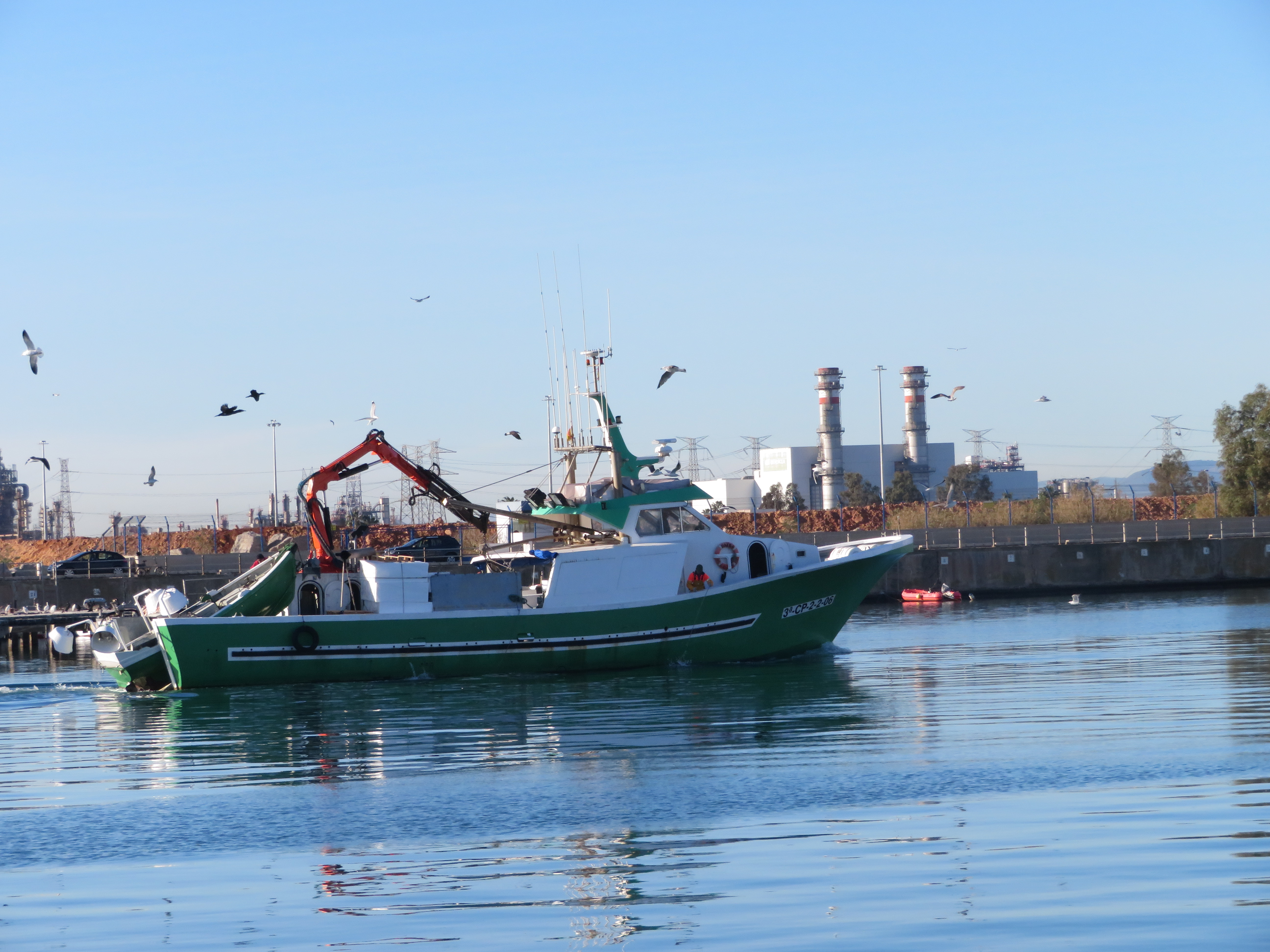
Barco pesquero de cerco entrando a puerto (España).

Un barco pesquero es un bote o barco que se usa para pescar en el mar, o en un lago o río. Se emplean muchos tipos de embarcaciones para la pesca comercial, artesanal y deportiva. 
Según la Organización para la Agricultura y la Alimentación (FAO), en 2004 había cuatro millones de embarcaciones dedicadas a la pesca, de los cuales 1,3 millones, aproximadamente, son embarcaciones con cubiertas y áreas cerradas. Casi todas las embarcaciones cubiertas están mecanizadas, y 40 000 de ellas superan las 100 toneladas. En el otro extremo, dos tercios (1,8 millones) de los botes sin cubierta son embarcaciones tradicionales de distintos tipos, que funcionan únicamente a vela y remos. Estos botes son los empleados por los pescadores artesanales.
Por otra parte, es difícil estimar el número de barcos de pesca deportiva. Varían en tamaño, y al contrario que los barcos comerciales, frecuentemente no se dedican solo a la pesca.

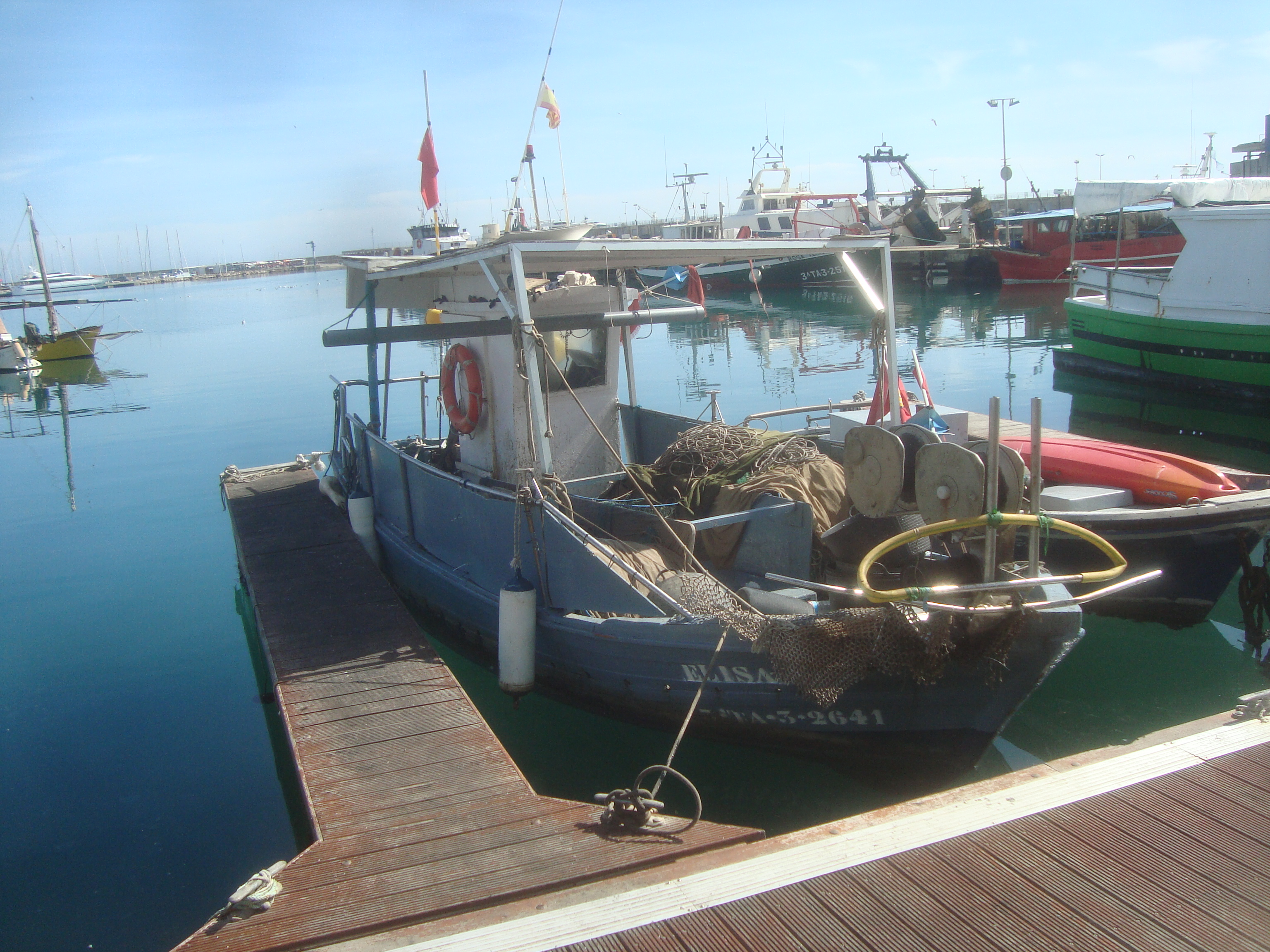
Barca de pesca artesanal de la modalidad de trasmallo, puerto de Cambrils.

Antes de la década de 1950 había muy poca estandarización de los barcos pesqueros. Los diseños podían variar en función del puerto y astillero. Tradicionalmente los botes se hacían de madera, pero la madera ya no se usa por su coste y la dificultad para obtener madera de construcción. Cada vez se usa más la fibra de vidrio en los barcos pesqueros pequeños de hasta 25 metros (100 toneladas), mientras que el acero se emplea generalmente en embarcaciones superiores a los 25 metros.